# Národní parlamentní knihovna Gruzie
Národní knihovna Ilji Čavčavadzeho parlamentu Gruzie (gruzínsky: საქართველოს პარლამენტის ილია ჭავჭავაძის სახელობის ეროვნული ბიბლიოთეკა) je národní a zároveň parlamentní knihovnou Gruzie. Je hlavním knižním depozitářem v zemi a zároveň významným kulturním a vědeckým centrem. Její kořeny sahají do roku 1846. Sídlí v šesti budovách, tři z nich, včetně hlavního sídla, jsou na ulici Lado Gudiašviliho v Tbilisi. Knihovna schraňuje 4 700 000 položek.

## Dějiny
V roce 1846 byla Úřadem generálního guvernéra Tbilisi založena Veřejná knihovna, a to přímo v budově úřadu. Šlo o první knihovnu v Gruzii, do níž měly přístup všechny vrstvy obyvatelstva. V roce 1848 získala Veřejná knihovna fondy Soukromé přidružené knihovny založené Dimitri Kipianim. V roce 1859 již fond Veřejné knihovny sestával z 13 260 svazků v 19 jazycích. V roce 1851 pro ni byla postavena nová budova. V roce 1852 bylo knihovně uděleno právo povinného výtisku všech publikací vytištěných na Kavkaze. V roce 1868 byla sloučena s Kavkazským muzeem a v roce 1913 byla přeměněna na Vědeckou knihovnu Kavkazského muzea. V roce 1914 byla knihovna uzavřena kvůli výstavbě nové budovy pro Kavkazské muzeum. Fondy knihovny byly zabaleny do krabic a uloženy v suterénu po dobu deseti let. Dne 30. května 1923 byly Veřejná knihovna a Parlamentní knihovna (založená v roce 1918) sloučeny, a vznikla tak Státní veřejná knihovna Gruzie. V roce 1929 byla knihovně předána budova bývalé Satavadnauriho banky (dnes známa jako Budova 1). Byla postavena v letech 1913-1916 architektem Anatolijem Kalginem a umělcem Henrykem Hryniewskim. V roce 1953 byla na knihovnu převedena přilehlá budova (dnes Budova II) a v roce 1987 budova bývalé Akciové banky ve stejné ulici (dnes Budova III). V roce 1971 byla zahájena výstavba skladu knih, dokončena byla v roce 1977. V roce 1937 získala národní knihovna fondy knihovny Společnosti pro šíření gramotnosti mezi Gruzínci, která působila v letech 1880–1927. Tím se stala nejúplnější sbírkou národních tiskovin. Od roku 1955 do roku 1990 fungovala knihovna pod názvem Státní republiková knihovna, v roce 1990 získala název Národní knihovna Gruzie. Dne 25. prosince 1996 přešla do správy parlamentu Gruzie a získala oficiální název Národní parlamentní knihovna Gruzie. V roce 2000 bylo do názvu přidáno jméno politika Ilji Čavčavadzeho. 17. listopadu 2017 bylo v rámci knihovny otevřeno Muzeum knihy, kde jsou vystavovány nejvzácnější tisky a rukopisy v držení knihovny.